# Ракиев, Замир Шейшенбекович
Замир Шейшенбекович Ракиев (кирг. Замир кары Шейшенбекович Ракиев; род. 15 февраля 1978, Шамшы, Нарынская область) — киргизский религиозный деятель, казы Нарынской области (2010—2011), казы Бишкека (2020—2021) и верховный муфтий Кыргызстана (2021—2024).

## Биография
Родился 15 февраля 1978 в селе Шамшы, Кочкорский район, Нарынская область, Киргизская ССР, СССР.
Окончил медресе при центральной мечети Бишкека, университет аль-Азхар в Египте по специальности «основы религии» и магистратуру Бишкекского гуманитарного университета по специальности «востоковедение».
В 2007—2010 годах работал в медресе «Абу Бакр Сыддык» в Аламудунском районе Чуйской области, в том числе с 2008 года — директором.
В 2010—2011 годах являлся казы Нарынской области, в 2020—2021 — казы Бишкека.
В 2011—2016 и 2017—2020 годах являлся заместителем верховного муфтия Кыргызстана, в 2016—2017 годах — заведующим отделом образования Духовного управления мусульман Кыргызстана.
С 26 июня 2021 года по 26 января 2024 года являлся верховным муфтием Кыргызстана.
Женат, имеет сына и двух дочерей. Владеет арабским и русским языками.